# Рання Земля
Рання Земля або прото-Земля (англ. Early Earth) у загальних рисах визначається як Земля в її перший мільярд років, або 1 гігарік (Ga, 10 9 років), від її початкового формування в молодій Сонячній системі приблизно в 4,55 Ga до деякого часу в архейському еоні приблизно 3,5 Ga.

## Загальні відомості

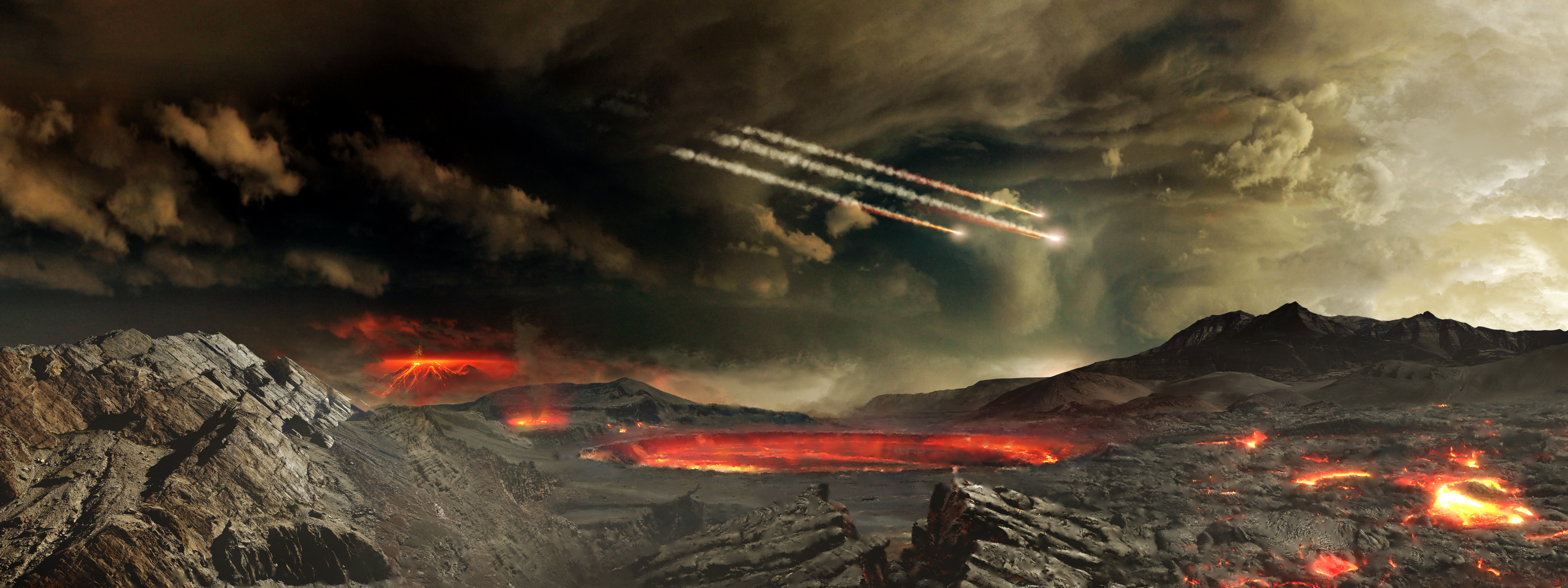
Концепція художника про ранню Землю

Період ранньої Землі на геологічній шкалі часу, включає весь еон Гадея, починаючи з формування Землі близько 4,6 мільярдів років тому, і еоархейську еру, починаючи з 4 мільярдів років тому, та частину палеоархейської ери, починаючи з 3,6 мільярдів років тому, архейського еону.
Цей період історії Землі включав формування планети з сонячної туманності за допомогою процесу, відомого як аккреція. Цей період часу включав інтенсивне бомбардування метеоритами, а також гігантські зіткнення, в тому числі зіткнення з утворенням Місяця, що призвело до низки магматичних океанів і епізодів утворення ядра. Після утворення ядра метеорити або комети могли доставляти на Землю воду та інші летючі сполуки у «пізній формі». Хоча з цього періоду збереглося небагато матеріалу земної кори, найдавнішим датованим зразком є мінерал циркону 4,404 ± 0,008 млрд років тому, укладений у метаморфізованому конгломераті пісковику в пагорбах Джек-Гіллс Наррієр-Гнейсового террейну Західної Австралії. Найдавніші супракрустали (такі як формація Ісуса) датуються другою половиною цього періоду, приблизно 3,8 млрд років тому, приблизно в той самий час, що й пік Пізнього важкого бомбардування.

## Історія
Відповідно до даних радіометричного датування та інших джерел, Земля утворилася приблизно 4,54 мільярда років тому. Сучасна домінуюча теорія формування планет припускає, що такі планети, як Земля, утворюються приблизно за 50-100 мільйонів років, але нещодавно запропоновані альтернативні процеси та часові рамки стимулювали постійні дебати в спільноті планетознавців. Наприклад, у червні 2023 року одна команда вчених повідомила про докази того, що Земля могла сформуватися лише за три мільйони років. Тим не менш, протягом першого мільярда років формування Землі життя з'явилося в її океанах і почало впливати на її атмосферу та поверхню, сприяючи поширенню аеробних і анаеробних організмів. З тих пір поєднання відстані Землі від Сонця, її фізичних властивостей і її геологічної історії дозволило виникнути життю, розвинути фотосинтез і, пізніше, розвиватися далі і процвітати. Найдавніше життя на Землі виникло щонайменше 3,5 мільярда років тому. Більш ранні можливі докази життя включають графіт, який може мати біогенне походження, у метаосадових породах віком 3,7 мільярда років, виявлених на південному заході Гренландії, і зернах циркону віком 4,1 мільярда років у Західній Австралії.
У листопаді 2020 року міжнародна група вчених повідомила про результати досліджень, які свідчать про те, що первісна атмосфера ранньої Землі сильно відрізнялася від умов, які використовувалися в дослідженнях Міллера-Юрі щодо походження життя на Землі.
|                                   |
| Рання Земля — блідо-оранжева куля |

## Нотатки
1. 1 2  Реконструкція того, як могла виглядати Земля з космосу в ранньому орозирійському періоді, 2 мільярди років тому, з червоними океанами через високу концентрацію кисню, що призвело до утворення смугастих залізистих формацій[en].